# Aquarius (álbum de Haken)
Aquarius es el álbum debut de banda de metal progresivo Haken. El arte visual del álbum fue diseñado por Dennis Sibeijn, quién también ha trabajado con las bandas Job for a Cowboy y See You Next Tuesday, entre otras. A pesar de que la banda hubiera lanzado un demo en 2008, ninguna de aquellas canciones se encuentra en este disco.
Aquarius fue en gran parte escrito en piano por el guitarrista/tecladista Richard Henshall, y luego cada canción fue desarrollada y arreglada por toda banda en conjunto. Las canciones son, a rasgos generales, largas; siendo "Eternal Rain" la más corta, de 6 minutos con 42 segundos, y "Celestial Elixir" la más larga y la obra épica del álbum, de 16 minutos con 56 segundos. Es un álbum conceptual, cuya historia recae en una sirena que es descubierta por un pescador, el cual la vende a un circo. La sangre de esta sirena es lo único capaz de salvar a la raza humana de una fuerte inundación causada por cuestiones de calentamiento global. Finalmente, ella fallece por el bien de la humanidad.

## Recepción
Las críticas del disco fueron en general positivas.
Eduardo Rivadavia de Allmusic lo alabó como el álbum de rock progresivo aún por llegar más sólido de la década del 2010.
La revista Classic Rock presentó la canción "Eternal Rain" como la canción gratis del día 15 de abril de 2010. La revista también criticó de manera positiva al disco, llamándolo: "interesante música de un joven grupo de Inglaterra, el cual combina aspectos de jazz con heavy metal y rock progresivo, junto con una excelente musicalidad."

## Lista de canciones
Todas las letras fueron escritas por Ross Jennings; toda la música fue compuesta por Richard Henshall.

| Edición estándar |                              |          |  |
| N.º              | Título                       | Duración |  |
| 1.               | «The Point of No Return»     | 11:26    |  |
| 2.               | «Streams - III. "Digression» | 10:14    |  |
| 3.               | «Aquarium»                   | 10:39    |  |
| 4.               | «Eternal Rain»               | 6:42     |  |
| 5.               | «Drowning in the Flood»      | 9:28     |  |
| 6.               | «Sun»                        | 7:19     |  |
| 7.               | «Celestial Elixir»           | 16:56    |  |
| 72:44            |                              |          |  |

## Personal
| Haken - Ross Jennings – voz - Richard Henshall – guitarras y teclados - Charlie Griffiths – guitarras - Thomas MacLean – bajo - Ray Hearne – batería, tuba y djembe - Diego Tejeida – teclados | Músicos adicionales - Craig Beattie – trombón - Alex Benwell – trompeta - Pablo Inda Garcia – clarinete - Marged Hall – arpa - Darren Moore – trompeta - Jon Roskilly – trombón - Dave Ruff – flauta Producción y diseño - Misha Nikolic – grabación (batería) - Tony Ashby – grabación (adicional) - Loz Anslow – grabación (adicional) - Christian Moos – mezcla de audio - Eroc – masterización - Dennis Sibeijn – ilustraciones, diseño gráfico |